# Наземный дятел
Назе́мный дя́тел, куби́нский шилоклю́вый дя́тел (лат. Colaptes fernandinae) — эндемичный для Кубы шилоклювый дятел.
Ареал — тропические леса Кубы, наиболее распространён на юге провинции Матансас, в болотах Запата (около 250 из 600—800 особей). Считается редчайшим из ныне живущих дятловых.
Кубинский шилоклювый дятел — вид семейства дятловых, длина тела — около 35 см. Птицы имеют жёлто-чёрную окраску. У самцов чёрный цвет преобладает. Самка обычно откладывает 3—5 яиц с инкубационным сроком 21—22 дня.
Птицы живут небольшими колониями — 30—35 особей.
С 2021 года вид имеет статус вымирающего (ранее — уязвимого). Основная опасность — вырубка лесов для сельскохозяйственных нужд.